# Caillou (série télévisée d'animation)
Pour les articles homonymes, voir Caillou.
Caillou ou Caillou et ses amis est une série télévisée d'animation québécoise pour jeunes enfants en 144 épisodes d'environ 22 minutes créée par Christine L'Heureux et Hélène Desputeaux, produite par Cinar, et diffusée entre le 15 septembre 1997 et le 3 octobre 2010 sur Télétoon, et en anglais à partir du 17 octobre 1997 sur Teletoon (la cinquième saison sur Treehouse TV), et aux États-Unis à partir de septembre 2000 dans le bloc de programmes PBS Kids.

## Synopsis
Caillou est un petit garçon de quatre ans. Il a la tête ronde et chauve, tout à fait gentil, curieux et un peu peureux parfois. Il cherche à comprendre le monde qui l'entoure, à grandir et à s'amuser. Avec Caillou, les petits événements du quotidien se changent vite en grandes aventures : Non, il n'est pas en train de grimper une simple échelle, mais d'escalader une immense montagne.
Caillou est aussi un petit garçon responsable, qui prend bien soin de sa petite sœur Mousseline et lui apprend beaucoup de choses.

## Personnages
- Caillou : Caillou est un petit garçon de quatre ans, qui possède une fabuleuse imagination. Gentil, vif, enjoué et très curieux, il s’émerveille devant chaque nouvelle découverte et se tient toujours prêt à partir à l’aventure pour découvrir et grandir. Avec son humour, sa fantaisie et sa logique d’enfant, il offre aux préscolaires un moyen de comprendre le monde qui les entoure.
- Mousseline : Mousseline est la petite sœur de Caillou : elle a deux ans, une petite frimousse toujours prête à éclater de rire, et elle suit son grand frère partout. Celui-ci l’adore et prend bien soin d’elle, même s’il trouve parfois qu’on lui laisse passer plus de choses qu’à lui...
- Doris et Boris : Caillou peut toujours compter sur Doris pour partager ses aventures et lui lire des histoires, le soir. Même si elle est souvent très occupée, elle réserve toujours du temps spécialement pour lui. De son côté, Boris est le héros de Caillou. Le petit garçon aime particulièrement quand ils passent du temps ensemble, rien que tous les deux, comme quand Papa lui a montré comment construire un abri pour les oiseaux, dans le fond du jardin.
- Grand-Maman et Grand-Papa : grands-parents paternels de Caillou et Mousseline. Grand-Maman est très active : c’est une artiste qui adore la nature. Elle apprend à Caillou à observer et à apprécier la beauté du monde, en regardant les couleurs des feuilles d’automne, ou les tomates qui grandissent dans son jardin. Quant à Grand-Papa, il est toujours prêt à partir à l’aventure avec Caillou, à jouer à cache-cache, ou bien à lui raconter une anecdote sur Papa quand il était petit.
- Clémentine, Lucas, Léo et Sarah (Adde) : les amis de Caillou sont aussi curieux et espiègles que lui. Clémentine, quatre ans, n’a jamais peur de rien et partage ses découvertes avec Caillou. Léo, à la petite école, imagine toujours de grandes aventures : ensemble, les deux compères n’en finissent pas de jouer et de se prendre pour des astronautes ou des explorateurs dans la jungle. Quant à Sarah, six ans, elle est la petite voisine de Caillou. Comme elle est un peu plus âgée, elle initie parfois Caillou au monde des plus grands et celui-ci est impatient de découvrir ce que c’est qu’apprendre à lire et écrire, ou bien perdre ses dents de lait. Adde est le meilleur ami de Caillou.
- Gilbert : Gilbert est le chat de Caillou. Comme un vrai félin, il passe le plus clair de son temps à faire la sieste mais peut aussi, parfois, devenir le confident de Caillou.

## Fiche technique
- Titre original : Caillou ou Caillou et ses amis
- Création : Christine L'Heureux et Hélène Desputeaux
- Sociétés de production : CINAR (saisons 1-3), Cookie Jar Entertainment (saisons 4-5), 9 Story Entertainment (saison 4), Loogaroo Animation Studio   et Clockwork Zoo (saison 5)
- Sociétés de distribution : CINAR
- Pays d'origine : Canada
- Langues originales : français, anglais
- Format : 4/3 (saisons 1-4) - 16/9 (saison 5) - couleur, son Stéréo (saison 1), Dolby Surround (saisons 2-3), et Dolby Digital (saisons 4-5)
- Genre : animation (traditionnelle (saisons 1-3) (cel (saison 1) - encre et peinture numériques (saisons 2-3)) - éclat (saisons 4-5) (Flash d'Adobe (saison 4) - Toon Boom Harmony (saison 5)), éducatif
- Nombre d'épisodes : 92
- Durée : 25-30 minutes (divisé en segments)
- Dates de première diffusion :
  - Canada : 15 septembre 1997
  - France[réf. souhaitée] : 20 décembre 1997

## Distribution
- Claudia-Laurie Corbeil : Caillou
- Violette Chauveau : Mousseline / Clémentine
- Nathalie Coupal : Doris
- Gilbert Lachance : Boris / Rexy / Gilbert
- Mario Desmarais : Grand-Papa
- Diane Arcand : Grand-Maman
- Johanne Garneau : Léo / André / Mademoiselle Martin / Jonathan / Sébastien
- Sophie Léger : Sarah
- Luis De Cespedes : Monsieur Lajoie
- Hugolin Chevrette : Nounours
- Sophie Faucher : La narratrice

 Source et légende : version québécoise (VQ) sur Doublage.qc.ca

## Épisodes
Note : Dans la saison 1 on peut voir la narratrice mais on ne la voit plus dans les saisons 2, 3, 4, et 5.

### Épisodes de CINAR

#### Saison 1 (1997-2000)
- C'est la seule saison à utiliser l'animation cel traditionnelle.
- C'est aussi la seule saison à être traditionnellement animée par Shanghai Morning Sun Animation Company, Ltd.
- Il s'agit de la première saison contenant un mélange de segments d'action en direct, d'unités documentaires et de numéros musicaux de Caillettes sur vidéo personnelle.
- C'est aussi la première saison à être produite au format 4:3.
- C'est également la première saison à être diffusée au format plein écran 480i.
- La production a commencé et s'est terminée en 1997.

13 épisodes (65 segments)
1. Caillou fait des biscuits
2. Caillou n'a plus peur
3. Caillou n'aime pas les légumes
4. Caillou est tout seul
5. Caillou range ses jouets
6. Caillou apprend à conduire
7. Caillou à la garderie
8. Caillou aime le cirque
9. Caillou a peur dans le noir
10. Les amis de Caillou
11. Caillou chez le médecin
12. Caillou devient un grand frère
13. Caillou fait des courses
14. Caillou prend son bain
15. Caillou s'habille
16. Le t-shirt préféré de Caillou
17. Caillou part en promenade tout seul
18. La cachette de Caillou
19. Le cadeau d'anniversaire de Caillou
20. Caillou et Gilbert
21. Caillou n'arrive pas à s'endormir
22. Caillou a peur des chiens
23. Caillou au zoo
24. Caillou et la pluie
25. Caillou à la plage
26. Les nouvelles chaussures de Caillou
27. Le bonhomme de neige de Caillou
28. Caillou se déguise en clown
29. Le meilleur ami de Caillou
30. Caillou râtelle les feuilles
31. Caillou et André
32. Les couleurs de Caillou
33. Caillou envoie une lettre
34. Caillou fait du camping
35. Caillou apprend à nager
36. La nouvelle gardienne de Caillou
37. Caillou apprend à patiner
38. Caillou se fait un ami
39. Caillou et son papa
40. Caillou fait pousser des carottes
41. Caillou au parc d'attractions
42. Caillou prend l'autobus scolaire
43. Caillou cherche Gilbert
44. Caillou prépare une surprise
45. La chaussette préférée de Caillou
46. Caillou va travailler
47. Caillou se fâche
48. Caillou a peur de grandir
49. Caillou et le grand toboggan
50. Caillou promène un chien
51. Caillou surveille sa petite sœur
52. Caillou est malade
53. Caillou répond au téléphone
54. Caillou dort chez un ami
55. Caillou joue au bébé
56. Caillou prend l'avion
57. Mousseline embête Caillou
58. Caillou observe les oiseaux
59. Caillou et la poupée
60. Caillou se fait mal
61. Caillou joue au ballon
62. Caillou l'explorateur
63. Le spectacle de Caillou
64. Caillou adore l'Halloween
65. Le pique-nique de Caillou

#### Saison 2 (2000-2002)
- C'est la seule saison à être traditionnellement animée par SMEC Media and Entertainment Corporation.
- C'est également la seule saison à être encrée et peinte numériquement par SMEC Media and Entertainment Corporation.
- Il s'agit de la première saison à utiliser l'animation traditionnelle utilisant l'encre et la peinture numériques.
- C'est aussi la première saison contenant un mélange de sketchs de marionnettes et de vrais segments pour enfants sur vidéo personnelle.
- C'est aussi la première saison contenant un mélange de vidéoclips.
- C'est aussi la première saison à avoir des chansons avant et après les segments de chaque épisode.
- La production a commencé et s'est terminée en 2000.

20 épisodes (80 segments).
1. Caillou dans l'espace
2. Un chien spécial
3. La Magie des fêtes
4. Caillou le fermier
5. Recette amusante
6. Caillou en mer
7. Docteur Caillou
8. La Grande Vente de Caillou
9. L'Action de grâce de Caillou
10. Le Grand Caillou
11. Caillou joue au baseball
12. Caillou fait le ménage
13. Le Hamster de Léo
14. Un nouveau membre dans la famille
15. La Grande Découverte de Caillou
16. Caillou se couche tard
17. Caillou cueille des fraises
18. Bonne Année
19. La Promesse de Caillou
20. Un coup de main

#### Saison 3 (2002-2003)
- Il s'agit de la seule saison traditionnellement animée par Shanghai YiLiMei Animation Company, Ltd.
- C'est également la seule saison à être encrée et peinte numériquement par Shanghai YiLiMei Animation Company, Ltd.
- Il s'agit de la première saison contenant un mélange de jeux.
- C'est la dernière saison à utiliser l'animation traditionnelle utilisant l'encre et la peinture numériques.
- C'est aussi la dernière saison à avoir des chansons avant et après les segments de chaque épisode.
- C'est aussi la dernière saison contenant un mélange de segments d'action en direct, d'unités documentaires, de numéros musicaux de Caillettes, de sketchs de marionnettes et de vrais segments pour enfants sur vidéo personnelle.
- La production a commencé et s'est terminée en 2001.

13 épisodes (62 segments)
1. La leçon de karaté
2. La tirelire
3. Les éléphants
4. Les carottes ont disparu
5. Le cours de gymnastique
6. Caillou danse avec Grand-mère
7. Léo passe la nuit chez Caillou
8. L'assiette préférée de Caillou
9. Super Caillou
10. Le parc aquatique
11. Le nouveau jouet de Caillou
12. Il suffit de s'entendre
13. Voici mon adresse

### Épisodes de 9 Story Entertainment

#### Saison 4 (2006-2008)
- Il s'agit de la seule saison à être animée en flash au format Adobe Flash Player à l'aide d'Adobe Animate.
- C'est aussi la seule saison à avoir une chanson avant le troisième segment de chaque épisode.
- Il s'agit de la dernière saison à être produite au format 4:3.
- C'est aussi la dernière saison à être diffusée au format plein écran 480i.
- C'est aussi la dernière saison contenant un mélange de clips vidéo et de jeux.
- La production a commencé et s'est terminée en 2005.

20 épisodes (60 segments)
1. Où est Gilbert?
2. Faire de son mieux
3. Caillou et le constructeur de routes
4. Une histoire pour Mousseline
5. Caillou et le grand toboggan
6. Flocons de neige
7. Caillou joue de la batterie
8. Montrer aux amis
9. Caillou en Antarctique
10. La folie des aimants
11. Caillou le bibliothécaire
12. Un cadeau pour maman
13. Capitaine Caillou
14. Caillou va au magasin
15. Envolez-vous, petits oiseaux!
16. La surprise de Caillou
17. La blessure de Caillou
18. Caillou chante Noël
19. Caillou fête la Saint-Valentin
20. Un ingrédient secret

### Épisodes par Loogaroo Animation Studio

#### Saison 5 (2010)
- C'est la seule saison à être animée en flash dans Toon Boom Harmony.
- C'est également la seule saison à être produite au format 16:9.
- C'est également la seule saison à être diffusée au format écran large 1080i.
- La production a commencé et s'est terminée en 2009.

26 épisodes (78 segments)
1. Le criquet de Caillou
2. Le Chien de Sarah
3. Caillou et l'Horrible Araignée
4. Caillou fait du patin à roulettes
5. Un petit sourire!
6. Caillou essaie de siffler
7. Caillou joue à la ringuette
8. À la plage sous la pluie
9. Caillou fait de l'escalade
10. Caillou, le chef cuisinier
11. Caillou nouveau genre
12. Caillou joue aux quilles
13. Caillou, le grand garçon
14. Les Lunettes de Caillou
15. La Fête dansante
16. L'ombre de Caillou
17. Pilotes et Copilotes
18. La Montagne de feuilles de Caillou
19. Partager la navette spatiale
20. Grand-père l'entraîneur
21. L'Assistant à la sécurité
22. Caillou, l'apprenti jardinier
23. Caillou et la Patinoire
24. Le Hoquet de Caillou
25. Caillou apprend à traverser la rue
26. Des brillants partout
27. Une classe en désordre
28. Tenir parole
29. Histoire de chaussures
30. Super bolides
31. La Chanson de Caillou
32. Suivre le chef
33. Où est Caillou?
34. Chacun ses goûts
35. Caillou et la Pâte à modeler
36. Le Grand-éclair express
37. Le Cerf-volant de Sarah
38. Le Nouveau Jeu de Caillou
39. Un pense-bête brillant
40. Caillou fait du compost
41. L'Arbre de Caillou
42. Caillou économise l'eau
43. Le Lapin de papier mâché
44. C'est à moi!
45. Des bruits pas toujours drôles
46. Où est la planète Mars?
47. Les Collations d'Emma
48. À reculons
49. Le Mini-marathon de Caillou
50. Savoir naviguer
51. Est-ce que j'ai grandi?
52. Clémentine la copieuse
53. L'Affiche de Caillou
54. Loin des yeux, près du cœur
55. Caillou aide madame Aubert
56. La Course bénéfice
57. La Nouvelle
58. Le Livre de l'école
59. Monsieur squelette
60. Les Drôles de noms
61. Des bleuets pour grand-père
62. Le Hamster
63. Dans le jardin
64. La Balade à dos de dromadaire
65. Pas trop grosse pour moi!
66. Caillou et la Soucoupe volante
67. Les Casse-tête de papa
68. Joue avec moi!
69. La Malchance de Caillou
70. Chat perdu
71. Le Chandail préféré de Caillou
72. Caillou travaille dur
73. Caillou chef d'orchestre
74. Capitaine Caillou
75. Caillou rugit
76. Papillons surprises
77. Pas facile, le soccer!
78. Vous n'êtes pas mademoiselle Martin!

### Autour de la série
Le personnage de Caillou a été créé en 1987 par l'auteure Christine L'Heureux et de l'illustratrice Hélène Desputeaux. En misant sur un personnage humain, les éditions Chouette naviguaient alors à l'encontre de la tradition, la plupart des ouvrages destinés à la petite enfance mettant en scène des animaux. Le projet d'adaptation en série d'animation a été lancé et supervisé par Christine L'Heureux elle-même.

### Réception

#### Réponse critique
Initialement, lors de sa première diffusion, Caillou a reçu des critiques généralement positives de la part des critiques de télévision et des parents de jeunes enfants. L'équipe d'Entertainment Weekly a écrit : "En embellissant tout ce qu'il voit avec sa riche imagination.". Le New York Times a écrit : « Caillou regarde le monde à travers les yeux de son homonyme de 4 ans. ». Lynne Heffley du Los Angeles Times a écrit : « Caillou grandit et apprend à donner un sens à son monde. ».

#### Controverse
Cependant, au fil des années, de nombreuses critiques de la série ont été majoritairement négatives. Dans un article du National Post de mai 2017, l'écrivain Tristin Hopper a identifié Caillou comme « probablement l'émission pour enfants la plus universellement vilipendée au monde », notant « un niveau étonnant d'animosité pour une série sur la vie quotidienne relativement peu controversée d'un vieux-garçon."
Il y a plusieurs pages « Je déteste Caillou » faites sur Facebook, des articles disant que Caillou est une arnaque de Charlie Brown, de nombreux blogs parentaux critiquant la série et des pétitions sur Change.org pour que l'émission cesse d'être diffusée. Une critique courante à l'égard de la série est le comportement « irritant, manipulateur et gâté » du personnage principal, l'absence de conséquences à l'égard de Caillou et la « pauvre parentalité » présentée dans les personnages parents. Comme Hopper l'a expliqué, « Cela a naturellement conduit à des théories selon lesquelles il s'agit d'une représentation exacte de la parentalité canadienne et que le Canada élève une génération de psychopathes, nécessaire pour bien discipliner leur enfant.
Hopper a appelé la série « Une version pour tout-petits de Sex and the City ou Mad Men », critiquant son manque de valeur éducative : « Contrairement à la plupart des émissions pour enfants, Caillou ne fait presque aucune tentative pour éduquer son jeune public. des leçons ou des histoires de moralité ; ce sont juste des gens calmes, non menaçants et aux couleurs vives qui naviguent dans les tâches quotidiennes. » Ces critiques du personnage principal de la série ont été reprises sur les plateformes en ligne. Dans un segment du talk-show de fin de soirée Last Week Tonight with John Oliver, l'animateur s'est exclamé de manière hyperbolique un message vulgaire envers Caillou dans une comparaison comique. Comme Caillou apparaissait comme un enfant beaucoup plus jeune dans la ligne originale de livres pour enfants, il n'avait à l'origine pas de cheveux. Lorsque les illustrateurs ont découvert que l'ajout de cheveux le rendait méconnaissable, il a été décidé que Caillou n'aurait jamais de cheveux. Cela a conduit à une légende urbaine selon laquelle le protagoniste aurait un cancer ou une alopécie pédiatrique.

### Diffusion
L'émission a été créée le 15 septembre 1997 à Télétoon, une chaîne canadienne de langue française, puis lorsqu'elle a commencé à être diffusée sur Teletoon le 17 octobre 1997, elle a été la première émission à être diffusée. En 2010, Treehouse TV a acquis la série. Aux États-Unis, Caillou a fait ses débuts sur PBS Kids le 4 septembre 2000, continuant sur le réseau jusqu'au 27 décembre 2020. En septembre 2005, PBS Kids Sprout (en) (appelé plus tard simplement Sprout) a commencé à diffuser des rediffusions. Après que Sprout a été renommé Universal Kids (en) le 9 septembre 2017, il est resté sur la chaîne jusqu'à ce qu'il soit supprimé après le 31 mars 2019.
Le 5 janvier 2021, PBS Kids a annoncé sur Twitter que les rediffusions de Caillou cesseraient d'être diffusées. Le 16 août 2021, il a été annoncé que Cartoon Network avait acquis les droits de diffusion américains de l'émission après l'expiration des droits de PBS, avec des rediffusions de la série rejoignant la programmation de Cartoonito (en) le 13 septembre 2021, sous sa forme remasterisée en HD.